# Egense (plaats)
Egense is een plaats in de Deense regio Noord-Jutland, gemeente Aalborg. De plaats telt 202 inwoners (2008).